# Roebelstab
Der Roebelstab ist eine Vorrichtung zur Verbesserung des Wirkungsgrades und zur Erhöhung der Leistung elektrischer Großmaschinen. Er wurde 1912 von Ludwig Roebel von Brown, Boveri & Cie. patentiert.

## Klassischer Roebelstab

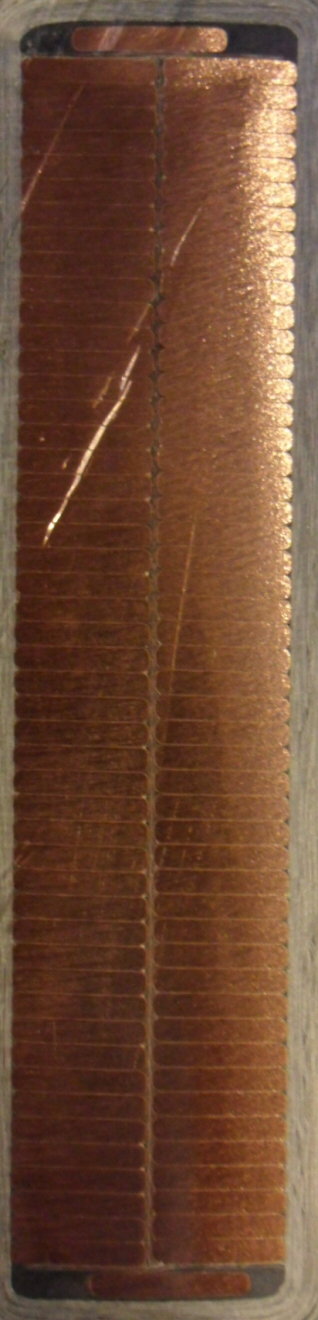
Axiales Schnittbild eines Roebelstabes mit einem Leiterübergang an den Stirnseiten

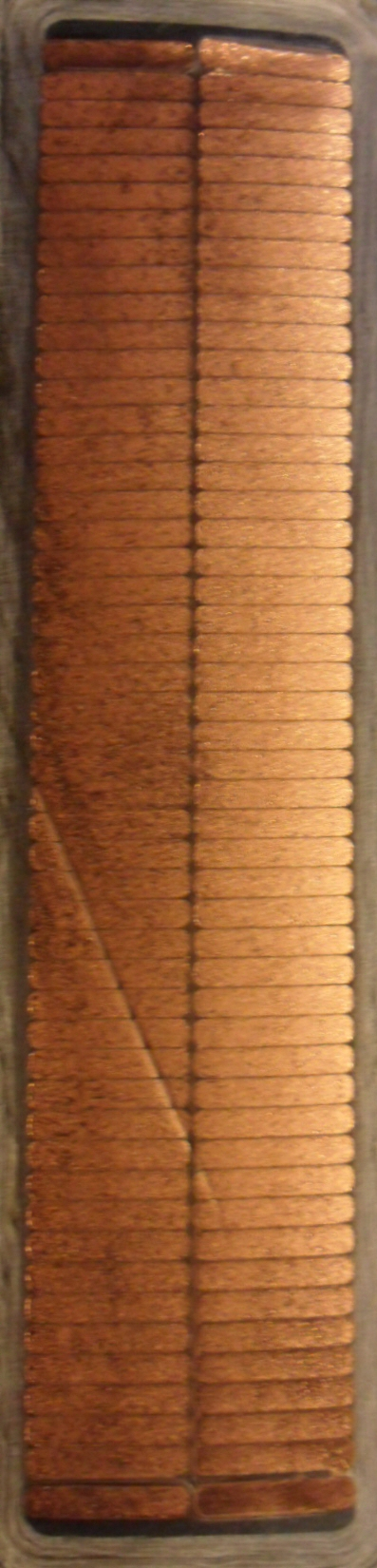
Axiales Schnittbild eines Roebelstabes ohne Leiterübergang an den Stirnseiten

Er stellt eine besondere Aufsplittung eines stabförmigen elektrischen Leiters in mehrere parallele Teilleiter dar. Diese Teilleiter sind voneinander isoliert und speziell geschichtet. Eine solche spezifische und genau festgelegte Verdrillung wird insbesondere bei elektrischen Maschinen größerer Leistung angewendet und dient dazu, die Auswirkungen einer Widerstandserhöhung bei Wechselstromspeisung – bedingt durch die vom Nutstreufeld bzw. Nutenquerfeld generierte Stromverdrängung (als Skineffekt bei Hochfrequenzlitzen bezeichnet) – zu reduzieren. Dieses Nutenquerstreufeld ist in vertikaler Richtung am oberen Teil der Nut am größten, wodurch es eine Stromverdrängung hin zum Nutkopf gibt. Da jeder Teilleiterabschnitt eines geroebelten Leiters über die Nutlänge im Mittel die gleiche vertikale Position in der Nut einer elektrischen Maschine hat, ist die Stromdichte in allen verdrillten Parallelleitern annähernd konstant und eine Stromverdrängung wird vermieden. Eine stromverdrängungsbedingte Widerstandserhöhung, die zwangsläufig mit erhöhten ohmschen Verlusten verbunden wäre, kann somit stark reduziert werden. Wegen der recht aufwendigen Herstellung der Leiter und der damit verbundenen hohen Kosten beschränkt sich der Einsatz von Roebelstäben auf Maschinen großer Leistung im oberen Kilowatt- und Megawattbereich.
Bei Stromspeisung des elektrischen Leiters innerhalb einer Nut ergibt sich wegen des nicht gleichen magnetischen Widerstandes oberhalb und unterhalb eines vertikalen Nutsegmentes eine ungleichförmige Flussverteilung. Oberhalb des Nutsegmentes existiert wegen des Luft- oder Kupferweges für den Magnetfluss ein deutlich größerer magnetischer Widerstand (Luftweg) als unterhalb der Nut (Eisenweg). Nachfolgende Abbildung zeigt eine Unterteilung des Nutquerschnitts in drei gleich große, vertikal verschobene Flächenelemente und die dazugehörigen Flussverkettungen bzw. Feldlinien der einzelnen vom Strom durchflossenen Flächensegmente. Weiterhin wird die Überlagerung dieser drei Flussverkettungen dargestellt.
Bei einer Gleichstromspeisung kommt es wegen des nicht veränderlichen magnetischen Feldes zu keiner Spannungsinduktion, zu keinen Wirbelströmen und zu keiner Stromverdrängung in der Nut. Es ergibt sich der nachfolgend dargestellte qualitative Verlauf der Stromdichte J, der magnetischen Induktion B und der Streuflussverkettung Φ.
Die Stromdichte ist bei Gleichstromspeisung über die gesamte Nutflanke x konstant. Wird aber eine Speisung des elektrischen Leiters innerhalb einer Nut mit Wechselstrom auf der Grundlage einer angelegten Wechselspannung durchgeführt, so kommt es wegen des veränderlichen Flusses zu einer Spannungsinduktion, die am Nutgrund wegen der größten Flussverkettung ebenfalls am größten ist, vgl. nachfolgende Abbildung.
Demzufolge tritt am Nutgrund die größte Stromverdrängung auf. Über dem gesamten Leiterquerschnitt gesehen ist eine Widerstandserhöhung festzustellen. Wechselspannungsspeisungen von Wicklungen treten bei Drehstromasynchron- und bei Synchronmaschinen auf. Durch die Verdrillung der Teilleiter (Roebelstabwicklung) kann dieser Stromverdrängung entgegengewirkt werden.

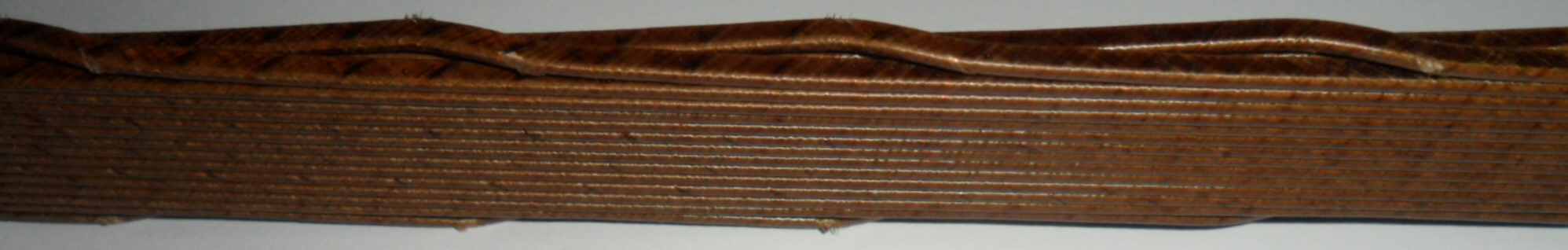
Röebelstab mit 28 Teil-Stableitern

## Hochtemperatursupraleiter-Roebel-Kabel
Analog zum klassischen Roebelstab werden Hochtemperatursupraleiterkabel aus REBCO-Bändern gefertigt. Bei diesen Kabeln werden Supraleiter-Bänder, welche in eine Mäanderstruktur gestanzt wurden, miteinander verflochten.
Ein solches Hochtemperatursupraleiter-(HTS)-Roebel-Kabel weist eine vollständige Transposition aller Bänder und daher niedrige Kopplungströme und Wechselstromverluste auf. Es wird häufig als „Roebel assembled coated conductor“ (RACC)-Kabel bezeichnet.